# Diploma militar romà

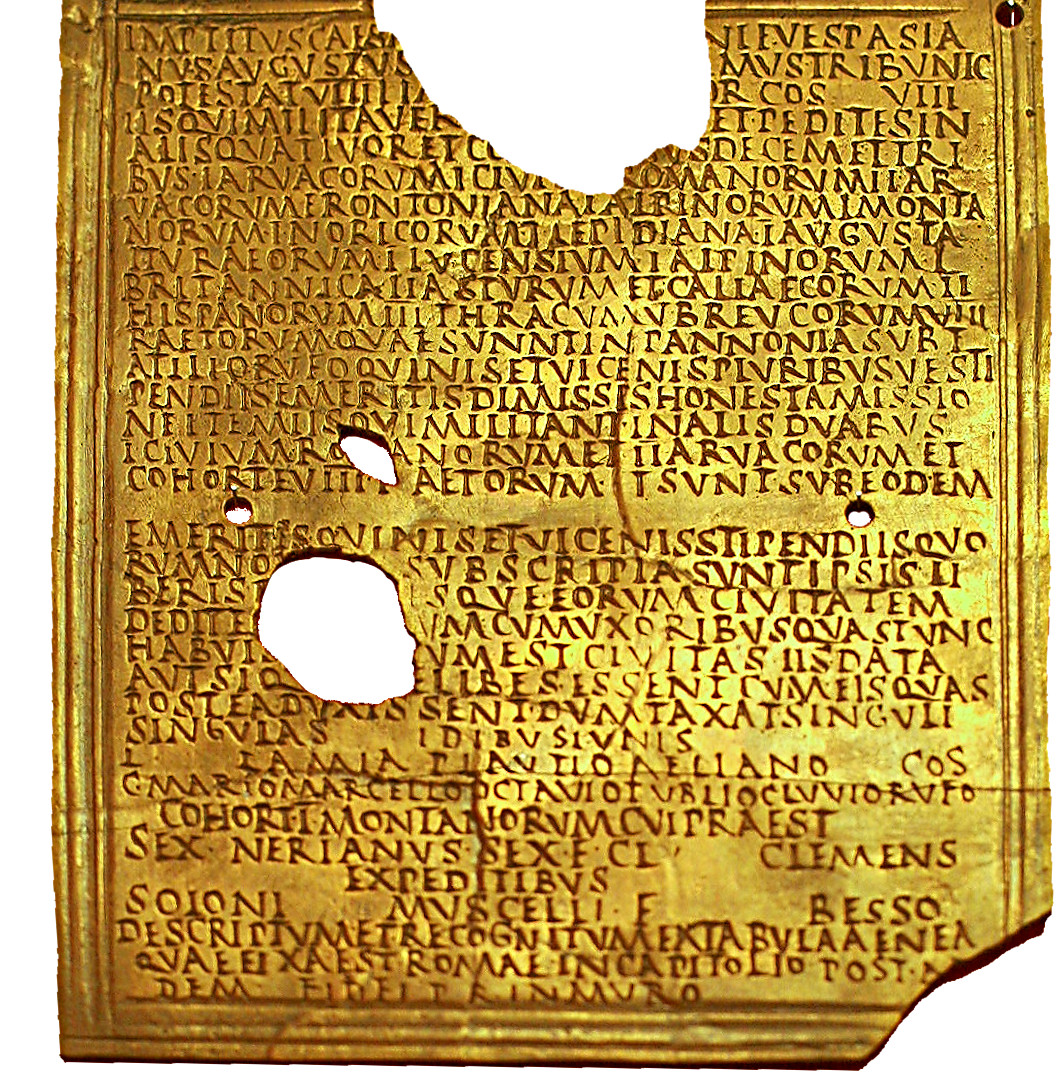
Diploma militar romà al Museu de Carnuntum.

Un diploma militar romà era un document inscrit en bronze que certificava que el portador havia estat llicenciat amb honors de les forces armades romanes i/o que li havia estat atorgada la ciutadania romana per l'emperador com recompensa pels seus serveis.
El diploma era una còpia davant de notari d'una constitutio -decret- original emès per l'emperador a Roma, on s'enumerava el regiment (o unitat) dels veterans.

## Història
Els diplomes militars es van emetre durant l'època del Principat (52 - 284) a aquells veterans que es retiraven després del servei en les forces armades de Roma després d'haver-se'n enrolat com peregrini, és a dir, com a habitants de Roma que no comptaven amb la ciutadania romana -la majoria de la població de l'imperi als segles I i II-. Aquest tipus d'homes podien haver servit a les tropes auxiliars romanes, a l'armada romana, a la cavalleria de la Guàrdia Pretoriana o a les cohorts -batallons encarregats de la seguretat pública a la ciutat de Roma-.
El primer diploma conegut data de l'any 52, i va ser lliurat durant el govern de l'emperador Claudi, que sembla que va regularitzar la pràctica de garantir la ciutadania romana als auxiliars després d'un servei de 25 anys o 26 l'armada.) 
Normalment els legionaris no rebien diplomes, atès que la legió romana es nodria tan sols de lleves que fossin |ciutadans romans. Tanmateix, es van emetre alguns diplomes excepcionals després de la guerra civil de l'any dels quatre emperadors, ja que, com a mesura d'emergència, es van reclutar dues legions noves, la I i la II Classica (més tard tornades a anomenar la Legió I Adiutrix i la Legió II Adiutrix Pia Fidelis, a partir de soldats de l'armada, la majoria dels quals no tenia la ciutadania. Al final de la crisi aquests soldats van ser premiats amb l'adquisició formal de la ciutadania.
L'Edicte de Caracal·la, promulgat l'any 212 per l'emperador Caracal·la, va atorgar la ciutadania romana a tots els habitants de l'imperi, acabant amb la segona classe de ciutadans coneguts com a peregrinus. Això convertia els diplomes en alguna cosa redundant, i de fet els diplomes més tardans que es coneixen daten de l'any 203. Tanmateix, es van continuar lliurant diplomes a l'armada, a la cavalleria de la Guàrdia Pretoriana i a les cohorts urbanae fins finals del segle iii. Això podria explicar-se pel fet que els barbari -estrangers de fora de l'imperi romà- encara eren reclutats per al servei en aquestes unitats.